# Hogong
Hogong est un ministre de Silla à l'ère de l'édification de la nation. L'Histoire indique qu'il est issu du peuple Wa du Japon bien que son nom de famille ou nom de clan est inconnu au compilateur du Samguk Sagi (document historique des Trois Royaumes). Il est appelé Hogong (qui signifie « gourde de duc ») parce qu'il portait sa gourde quand il est venu du Japon. C'est une personne très importante dans la formation initiale de Silla, car il apparaît dans les histoires des aïeuls de toutes les familles royales.
- En 20 av. J.-C., Hyeokgeose de Silla l'envoie auprès de la confédération de Mahan. Le roi de Mahan le réprimande en raison du fait que Silla n'a pas envoyé d'hommage mais Hogong critique l'impolitesse du roi avec courage. Le roi se met en colère et tente de tuer Hogong mais des subordonnés s'interposent et il est autorisé à retourner en Silla.
- En 58, il occupe le poste de ministre de premier rang.
- En 65, il découvre Kim Alji, qui deviendra primogéniteur du clan royal Kim de Silla, dans la forêt de Gyerim.

## Source de la traduction
- (en) Cet article est partiellement ou en totalité issu de l’article de Wikipédia en anglais intitulé « Hogong » (voir la liste des auteurs).